# Antopil (Bila Krînîțea), Rivne
Antopil (în ucraineană Антопіль) este un sat în comuna Bila Krînîțea din raionul Rivne, regiunea Rivne, Ucraina.

## Demografie
Componența lingvistică a localității Antopil
     Ucraineană (97,86%)
     Rusă (1,95%)
     Alte limbi (0,19%)
Conform recensământului din 2001, majoritatea populației localității Antopil era vorbitoare de ucraineană (97,86%), existând în minoritate și vorbitori de rusă (1,95%).